# Ravalli (Montana)
Ravalli – jednostka osadnicza w Stanach Zjednoczonych, w stanie Montana, w hrabstwie Lake.